# Televideo TS-802
Televideo TS-802 (TS-802) је професионални рачунар, производ фирме Televideo који је почео да се израђује у САД током 1982. године.
Користио је Z80-A као централни микропроцесор а RAM меморија рачунара TS-802 је имала капацитет од 64 KB. 
Као оперативни систем кориштен је CP/M.

## Детаљни подаци
Детаљнији подаци о рачунару TS-802 су дати у табели испод.
|                       |                                                                         |
| [ 1 ]                 |                                                                         |
| Произвођач            |                                                                         |
| Тип                   | професионални рачунар                                                   |
| Меморија              | 64 KB                                                                   |
| Поријекло             | Сједињене Америчке Државе                                               |
| Година                | 1982                                                                    |
| Тастатура             | пуни помак, 103 тастера са 11 функцијских тастера + нумеричка тастатура |
| Процесор              |                                                                         |
| Фреквенција процесора | 4 .                                                                     |
| RAM                   | 64 KB                                                                   |
| ROM                   | непознато                                                               |
| Текст                 | 80 стубова x 25 линија                                                  |
| Графика               | нема                                                                    |
| Боја                  | једна боја                                                              |
| Звук                  | мали звучник                                                            |
| Димензије             | непознато                                                               |
| Портови               |                                                                         |
| Оперативни систем     |                                                                         |